# Содомово (Ивановская область)
Содомово — деревня в Юрьевецком районе Ивановской области. Входит в муниципальное образование Ёлнатское сельское поселение (до 2015 года входила в состав Пелевинского сельского поселения).

## Происхождение название
Слово «Содом» в названии ряда населённых пунктов Поволжья закрепилось из-за религиозных противоречий официальной церкви с первыми жителями (зачастую староверами, которых обвиняли в язычестве).

## География
Деревня Содомово расположена на северо-востоке Ивановской области, на левом берегу реки Воля, бассейна Волги.

## Население
| 1872 | 1897 | 1907 | 2002 | 2010 |
| ---- | ---- | ---- | ---- | ---- |
| 129  | ↗134 | ↗157 | ↘0   | →0   |